# Tihomir Nakić
Tihomir Nakić (Lipno, Ljubuški, 1952. – 2009.), hrvatski pjesnik.
Od 1959. godine živi stalno u Čitluku gdje je pohađao osnovnu školu. Gimnaziju završio u Ljubuškom, diplomirao hrvatski jezik i jugoslavenske književnosti te komparativnu književnost na Filozofskom fakultetu u Zagrebu.

## Djela
Dodiri (pjesme, 1982.).

## Vanjske poveznice
- Ljubuški Portal FOTO: Održana Lipanjska večer u Zagrebu
- Kolo br.5/2009.  Arhivirana inačica izvorne stranice od 24. ožujka 2012. (Wayback Machine) Članovi Matice hrvatske koji su preminuli tijekom 2009.